# 民族自主連盟

時系列でみた韓国における政党の変遷図

民族自主連盟（みんぞくじしゅれんめい、민족자주연맹、Federation Korean National Independence（KNI））または民族自主聯盟は1947年12月20日金奎植らによって結成された大韓民国の政党である。党の綱領は、独占資本主義でもなく無産階級独裁社会でもない第3の道を選択し、分断回避の為に南北協商を公式に提案した。
左右合作運動の失敗後、左右合作運動に関与した人々を中心に1947年12月に結成され、党首に金奎植を選出した。1948年4月の全朝鮮諸政党社会団体代表者連席会議に参加した。

## 概要
1947年10月1日創立発起会を開催し公式に発足した。
1947年12月15日左右合作運動が終了した。以後12月20日ソウル特別自由市天道教党で民族自主連盟結成式が行われた。15の政党と社会団体25個が、統合し、結成された。
民族自主連盟は「今日の朝鮮で独占資本主義社会も無産階級社会も建設される方法はなく、ただ朝鮮の現実が支持する朝鮮式民主主義社会の建設のみが可能」だと宣言した。続いて南北統一中央政府の早速の樹立の為に南北政治団体代表者会議を開催することを主張した。
民族自主連盟の総裁には金奎植、政治委員には洪命熹、元世勲、李克魯、ソン・トゥホアン、尹琦燮、キム・ソンギュ、金淳愛が選任された。民族自主連盟の結成式にはアメリカ陸軍中将、ウィリアン・ディーン軍政長官、ブラウン米陸軍少将、ヘルミック米陸軍少将、張建相、趙炳玉、張沢相らが祝辞を行い、張建相以外の全員が、米軍政の中心人物であった。また南朝鮮労働党の党首朴憲永、民族主義独立戦線の曺奉岩も、人を送り、開会の辞の直前に参加して、来賓の祝辞を朗読して帰って行った。
米軍政首脳は民族自主連盟結成式に祝辞を述べ、この当時の李承晩に対する反応と対照的に金奎植に対する支持を表明しながら、しかし米軍政側が南北指導者会議を支持することはなかった。この点で金奎植個人に対して見られる行為とは無関係に民自連は米軍政、米国と対立することはなかった。.
金奎植を頂点に民族自主連盟は米軍政の支援を受けながら、原則的に米ソ両軍の撤退を支持して米国側の立場とは違いが見られた。また民族自主連盟は自主国家建設方案で南北要人会議を行うよう主張した。民自連は創立発起会を中央庁第1会議室で行い、結成式でも米軍政の高官が参加した。
党首になった金奎植は、全朝鮮諸政党社会団体代表者連席会議参加以後、1948年5月に行われた初代総選挙に参加しない一方で、党員の参加は容認した。また1950年5月10日の第2代総選挙にも党首金奎植自身は参加しなかったが、党員の出馬は容認した。このときの総選挙では1議席を確保した。しかし朝鮮戦争の最中に消滅した。